# Boeing E-8

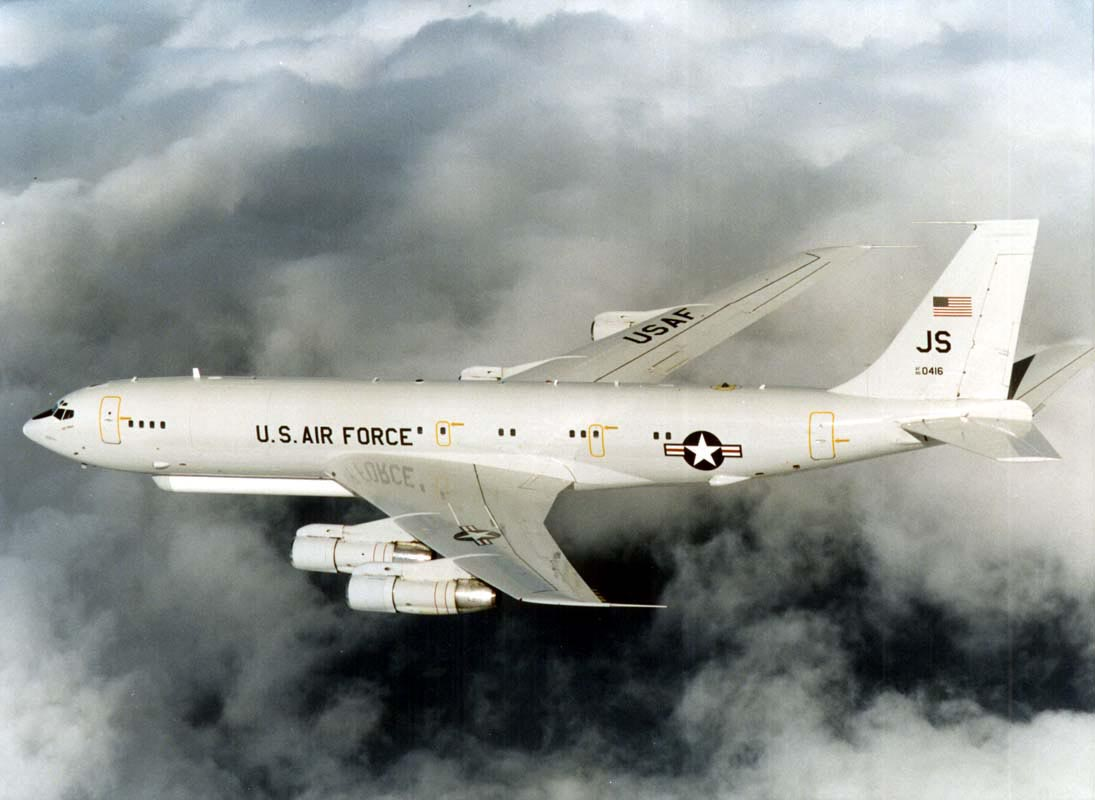
E-8 JSTARS

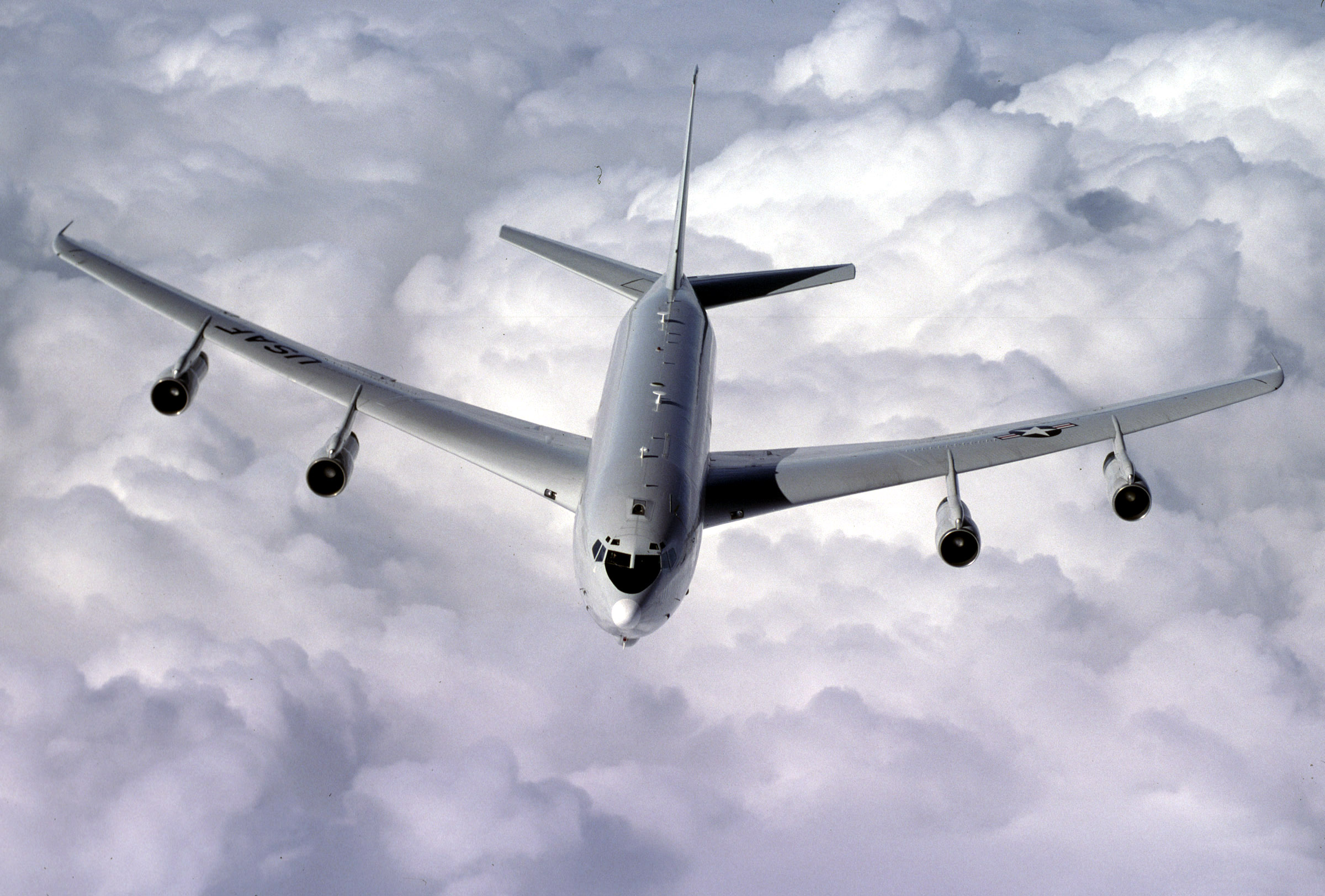
JSTARS

De Boeing E-8 Joint Surveillance Target Attack Radar System (JSTARS) is een vliegende commandopost. Het is uitgerust om vijandelijke bewegingen op de grond waar te nemen, te lokaliseren en te volgen zodat hierop actie genomen kan worden.
De E-8 is een aangepaste militaire versie van de commerciële Boeing 707 en uitgerust met operationele radar, communicatie en controle subsystemen om aan zijn missie te kunnen voldoen. Het kenmerk van het toestel is de vaste gondel radome onder de romp met een zijwaarts ‘kijkende’ APY7 phased array radar.
De E-8 is wereldwijd inzetbaar ter ondersteuning van militaire operaties; het is een storingsvrij systeem dat onder zeer zware elektronische tegenmaatregelen (ECM) zijn werk kan doen. Het toestel kan zonder bijtanken in de lucht een 9 uur durende missie uitvoeren; als het toestel in de vlucht wordt bijgetankt kan de missietijd bijna onbeperkt verlengd worden.

## Geschiedenis en inzet
JSTARS is voortgekomen uit de behoeften van de US Army en USAF om te weten waarheen vijandelijke eenheden op een slagveld zich bewegen.
In 1982 werden deze behoeften samengevoegd en werd een hierover studie gestart onder leiding van de USAF. Het concept en de technologie voor de E-8 werd ontworpen en getest als het Tacit Blue project.
Na goedkeuring werd in 1985 aan Northrop Grumman (vroeger Grumman Aerospace Corp.) de opdracht gegeven tot het afleveren van 2 experimentele E-8C systemen.
De 2 nog volop in ontwikkeling zijnde toestellen namen in 1991 onder druk deel aan operatie Desert Storm; hierbij spoorden zij in 49 missies waarbij 500 vlieguren werden gemaakt, tal van mobiele Iraakse eenheden met tanks en Scud raketten op.
JSTARS werd in 1996 ook met succes ingezet tijdens de NAVO-operatie Joint Endeavour boven voormalig Joegoslavië.
In januari 1996 werd 93rd Air Control Wing (ACW) opgericht; de eenheid kreeg zijn eerste operationele toestel in juni 1996 en werd meteen boven Bosnië ingezet.
Na ontvangst van het tweede toestel in december 1997 werd de eenheid opnieuw in actie gebracht van februari tot juni 1999 tijdens de oorlog in Kosovo.
In oktober 2002 werd 93rd ACW op de vliegbasis Robins, Georgia samengevoegd met 116th Bomb Wing (BW) van de Air National Guard (ANG). De eenheid ging verder als 116th ACW en is de eerste eenheid die bestaat uit actief dienend USAF en reserve (ANG) personeel.
Het 17e en laatste E-8 toestel werd in maart 2005 aan de eenheid afgeleverd en operationeel verklaard.
116th ACW werd ingezet boven Irak tijdens operatie Iraqi Freedom en boven Afghanistan tijdens operatie Enduring Freedom.